# Scolops tanneri
Scolops tanneri är en insektsart som beskrevs av Ball 1937. Scolops tanneri ingår i släktet Scolops och familjen Dictyopharidae. Inga underarter finns listade i Catalogue of Life.